# Aphodiopsis kumasianus
Aphodiopsis kumasianus är en skalbaggsart som beskrevs av S. Endrödi 1973. Aphodiopsis kumasianus ingår i släktet Aphodiopsis och familjen Aphodiidae. Inga underarter finns listade i Catalogue of Life.